# 舞会文化

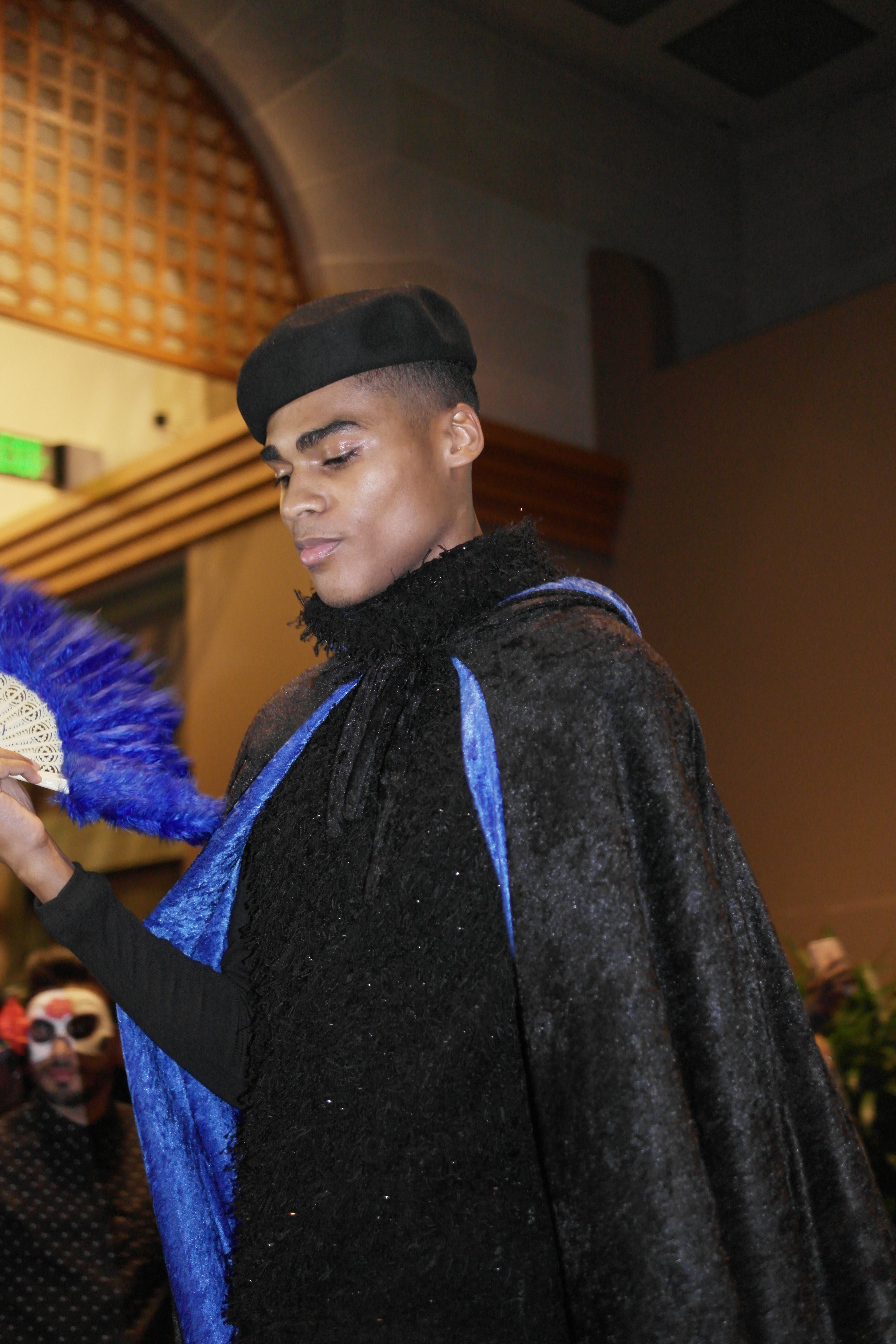
选手于国家非洲艺术博物馆参加舞会，2016

舞室场景（ballroom scene），也称为舞室社区（ballroom community）、舞室文化（ballroom culture）或简称舞室（ballroom），是一种起源于纽约市的非裔美国人和拉丁裔的地下LGBTQ+亚文化。从 20 世纪末开始，黑人和拉丁裔变装皇后组织了自己的选美比赛，反对现有变装皇后选美巡回赛中所面对的种族主义：虽然有各个种族的参赛者，但这些巡回赛的评委却大多是白人。 尽管 Ballroom 最初的建立模仿了这些变装皇后选美比赛的形式，但男同性恋和跨性别女性的加入将 Ballroom 场景转变为今天的样子：所有 LGBTQ+ 人士都可以参加的多种类别。参加者“参与（walk）”这些项目（category）以获得奖杯（trophies）和现金奖励。舞厅的大多数参与者都属于被称为“家族（house）”的群体，在这些群体中，“选择家庭”与他们的原生家庭形成了不同的关系和社群，他们可能与原生家庭关系疏远。  

## 家族
ballroom中家族的功能是替代原生家庭，主要由黑人和拉丁裔LGBTQ+人士组成，为那些受到传统或主流文化排斥的人提供庇护。 家族通常由“母亲”和“父亲”领导，他们是经验丰富的ballroom社群成员，通常是变装皇后、男同性恋者或跨性别女性，他们为家族的“孩子”提供指导和支持。 一个家族的孩子们彼此互称“兄弟姐妹”。 
所有家族建于美国城市，大部分位于美国东北部。包括纽约市、纽瓦克、泽西市、费城、巴尔的摩、华盛顿特区、亚特兰大以及芝加哥和加利福尼亚州奥克兰。在ballroom中活跃多年（通常是10年）、赢得奖杯并获得认可的家族将被称为传奇家族（legendary house）。活跃超过 20 年的家族会被称为标志性家族（icon house）。 通常，家族成员将家族名称作为姓氏。 没有家族的社群成员会将自己的姓氏设置为“007”。

### 著名家族
著名的家族包括：
- The Royal House of LaBeija （由舞厅文化联合创始人Crystal LaBeija创立；主要由Pepper LaBeija在 20 世纪 80 年代和 1990 年代运营） [9] [10] [11] [12]
- House of Aviance （由胡安·阿维恩斯母亲创立） [13]